# Labuh
Labuh is een bestuurslaag in het regentschap Tanah Datar van de provincie West-Sumatra, Indonesië. Labuh telt 1935 inwoners (volkstelling 2010).